# シェイ・ウェバー
シェイ・ウェバー（英語: Shea Weber、1985年8月14日 - ）は、カナダ連邦ブリティッシュコロンビア州シカマス出身のプロアイスホッケー選手。ポジションはディフェンス。ナショナルホッケーリーグ(NHL)のユタ・ホッケークラブ所属。

## 経歴

### 生い立ち

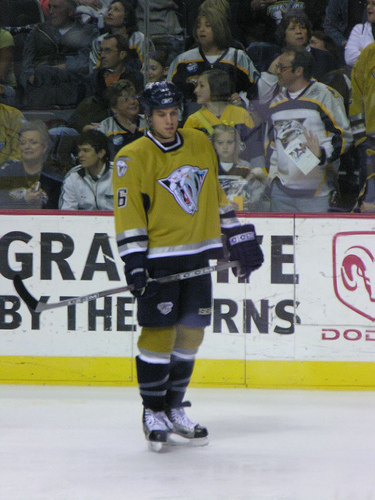
プレデターズでのウェバー

1985年8月14日にカナダ連邦ブリティッシュコロンビア州シカマスで生まれた。母トレイシーは美容師で、父ジェイムズは製材所作業員であった。6歳の時に初めてアイスホッケー・チームに所属した。その後、シカマスのチームやブリティッシュ・コロンビア・アマチュア・ホッケー協会(BCAHA)の一部である、地区マイナー・ホッケー協会でプレイし、フォワードとディフェンスを掛け持った。バンタムでの2年目、ディフェンスに確定した。父親が「(ウェバーは)ディフェンスの方がプロで活躍できる」とアドバイスしたためこの決定に至った。14歳から15歳までの間に身長が5フィート9インチ(1.75m)から6フィート2インチ(1.87m)まで5インチ(12.7cm)伸びた。

### プロ入りとプレデターズ時代
2004年9月10日、3年間142万5千ドルの契約でナッシュビル・プレデターズに入団した。
2006年1月6日のデトロイト・レッドウィングス戦でNHLデビューし、11分8秒で3回シュートという記録を残した。4月6日のセントルイス・ブルース戦で初ゴールし、3対0でプレデターズが勝利した。初年度28試合に出場し、2ゴール、10アシストを記録した。またプレイオフ1回戦でサンノゼ・シャークスと対戦し、で4試合中2回ゴールした。傘下のアメリカン・ホッケー・リーグ(AHL)のミルウォーキー・アドミナルズに配属され、AHLのプレイオフにも出場した。14試合に出場し、6回ゴール、5回アシストし、アドミナルズはコルダー杯においてハーシー・ベアーズと6試合対戦し、敗退したため2位となった。
2006-2007年シーズンはプレデターズにとって重要な選手の1人となった。シーズン半ばには既に26ポイントを得点し、2007年1月14日にテキサス州ダラスで行われたNHLヤングスター・ゲームでウェスタン・カンファレンスとして出場した。このシーズンでプレデターズ8位の40得点した。2シーズン続けてプレイオフでサンノゼ・シャークスと5試合対戦し、3回アシストしたが敗退した。
2007-2008年シーズンは怪我で迎えた。コロラド・アバランチと対戦した開幕戦で第1ピリオドのたった2分19秒で激しく転倒し、膝蓋骨を脱臼した。そのため2007年11月17日のセントルイス・ブルース戦まで6週間欠場した。その直後、足の怪我で2008年1月15日のカルガリー・フレームス戦まで11試合欠場した。このシーズンは54試合出場し20得点した。NHLの最も優秀なディフェンスに送られるジェームス・ノリス記念賞の投票で他の7名とタイの5位となった。

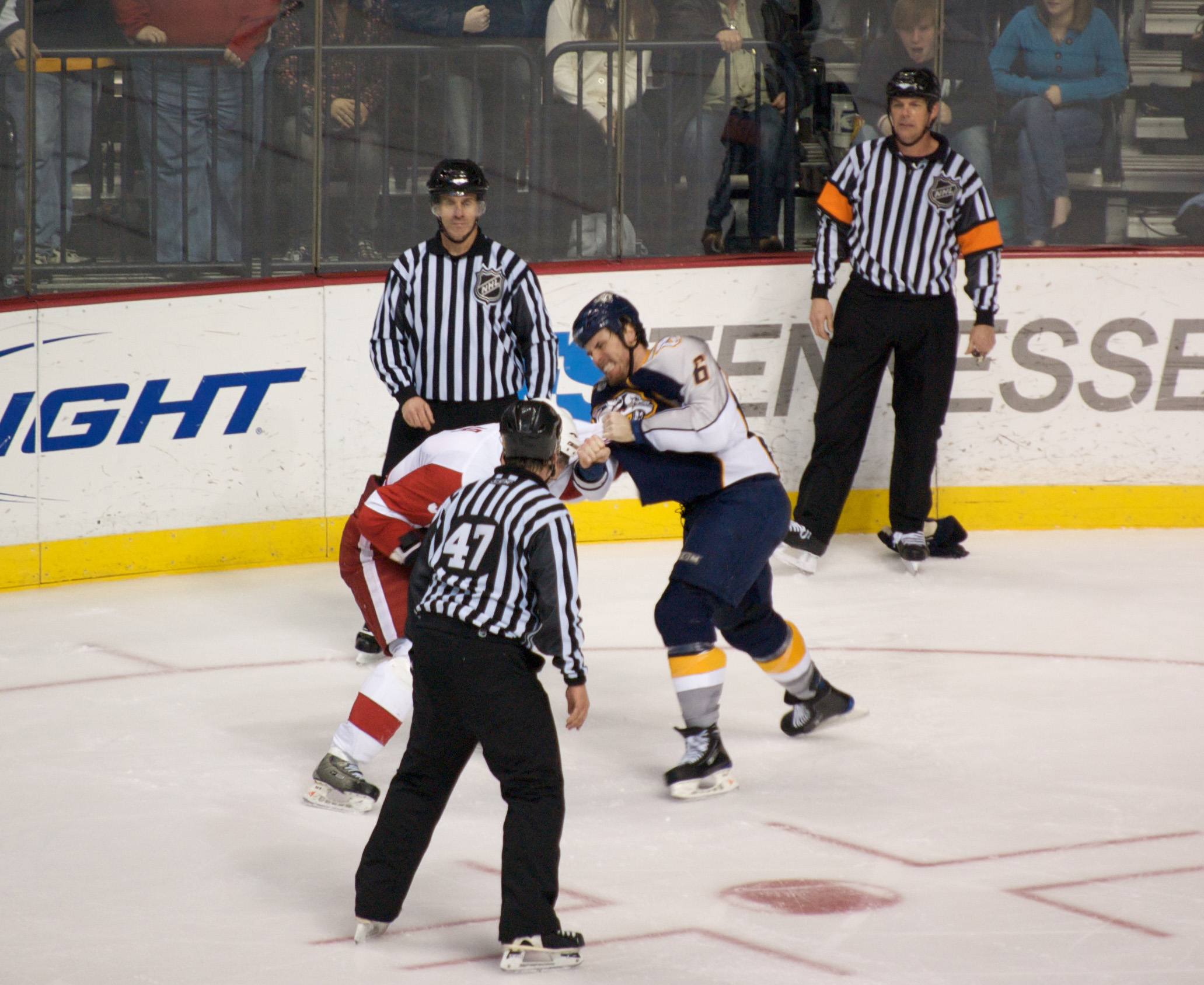
2008年-2009年シーズンでデトロイト・レッドウィングスのアンドレアス・リリア(左)と戦うウェバー(右)

2008-2009年シーズンはシーズン開幕前の2008年6月23日にプレデターズと3年間1,350万ドルの契約を結んだ。更新1年目はNHLでトップのディフェンスの1人となった。シーズン半ば、ディフェンスの選手の中でも統計的に抜きん出て、ノリス記念賞候補とされ、ケベック州モントリオールで行われた第57回NHLオールスターゲームのウエスタン・カンファレンスに出場した。このシーズンでプレイ80、ゴール23、アシスト30、ポイント53、反則時間80分と全ての統計で高かった。プレデターズで1シーズンでのディフェンスによるゴール記録を抜いた。ノリス記念賞において、1位にはならなかったが投票で186点で第4位となった。NHLセカンド・オールスター・チームは辛くも選考から漏れた。
2009年-2010年シーズンは2010年2月のバンクーバーオリンピックまで、プレデターズの59試合で35得点した。またリーダーシップを発揮し、2010年3月には3試合連続でチームメイトの代わりに相手チームの選手と戦った。オリンピック後は攻撃性はやや鳴りを潜め、同シーズンは78試合で43得点した。前年より攻撃性は下がったが、3年連続ノリス記念賞の候補となり、96ポイントで第6位となった。またハート記念賞の投票では83ポイントで23位となり、NHLオールスター・チームのディフェンスでは7位となった。
2010年-2011年シーズンは2010年7月8日にプレデターズの第4代キャプテンのジェイソン・アーノットがニュージャージー・デビルスにトレードされたため、第5代キャプテンに任命された。チーム史上最も若いキャプテンで、唯一ドラフトで入団したキャプテンとなった。2011年1月11日にノースカロライナ州ローリーで行われた第58回NHLオールスターゲームに選出された。このオールスター・ゲームではNHL史上初めてファンタジー・スポーツを基にしたドラフト方法を採用し、ウェバーは全体8位でニクラス・リドストロム率いるチーム・リドストロムに指名された。この試合では4回アシストしてプラス6となり、チームメイトのLoui Erikssonとポイントでほぼタイでニクラス・リドストロムに次ぐ成績であった。オールスター・ゲームの直後の2011年2月9日のデトロイト・レッドウィングス戦にてNHLでの通算200ポイント(アシスト)を記録した。
平均氷上時間が25分19秒となり、82試合出場、32アシスト、25ゴールで自身の記録を更新した。また2011年スタンレー・カップ・プレイオフのウエスタン・カンファレンス準々決勝の対アナハイム・ダックス戦、準決勝の対バンクーバー・カナックスと対戦を合わせて12試合において、3ゴール、5ポイントを獲得した。なおこのプレイオフでチーム史上初めて準決勝に進出した。レギュラー・シーズンの結果、ノリス記念賞において初めて最終候補3名に残った。受賞したリドストロムの736ポイントに次ぐ727ポイントで惜しくも受賞を逃した。またハート記念賞では5位票2つ獲得し、最終的に25位であった。リドストロムの464票に次ぐ445票で、彼にとって初めてNHLファースト・オールスター・チームに選ばれた 。2011年7月1日、制限付きFAとなったが、プレデターズへの残留を希望していた。オファー・シートによる他のチームとの契約を阻むため、プレデターズは契約更新まで交渉して年俸調停を行なった。交渉が決裂し、8月2日に調停に入り、チームが起こした調停でNHL史上初めて聴聞会に達した。翌日、1年間750万ドルの契約を行なった。
2011年-2012年シーズンの2011年10月20日のカナックス戦でフォワードのジャニック・ハンセンに後ろから当たった。ハンセンに怪我はなかったが、翌日NHLより罰金として最高額の2,500ドルを課せられた。
2012年のスタンレー・カップ準々決勝のデトロイト戦において、試合終了直前にセンターのヘンリク・ゼッターバーグはウェバーに当たったため、ウェバーはゼッターバーグの頭を殴りグラス・ボードにぶつかった。ゼターバーグのヘルモットが欠けたが怪我はなく、次の試合にも支障がなかった。労働協約により報復行為への罰金としてNHLは最高額の2,500ドルを課した。NHL理事のゲイリー・ベットマンがこの試合を観戦していた。レギュラー・シーズンにおいて、全てのディフェンスで他の2人と共に、人数が少ない試合での得点数でトップであった。
選手はチーム主催の調停には1度しか受けられず、2012年のオフシーズンでプレデターズとウェバーとの交渉が難航していた。7月19日にフィラデルフィア・フライヤーズとオファー・シートによる14年1億1千万ドル、および6,800万ドルの報奨金で交渉していた。このオファー・シートは総額、シーズンごとの金額、契約期間において、これまでのトーマス・バネクの記録を抜いてNHL史上最高となった。 プレデターズはディフェンス・パートナーであったライアン・スーターをFAによるオファー・シートの5日後に放出していた。
2013年-2014年シーズンは23ゴールでNHLのディフェンスのトップとなり、キャリアにおいても最高となった。キモ・ティモネンが保持していたディフェンスとしての1シーズンのポイントのプレデターズの記録も更新した。4月28日、ウェバーは3度目のノリス記念賞最終候補となったが投票により第3位となり受賞には至らなかった。
2014年-2015年シーズンでNHLセカンド・オールスター・チームに投票され、ポスト・シーズンのオールスター・チームに選ばれたのはこれで4回目となった。

### カナディアンズ時代
2016年6月29日にP.K.スバンとのトレードでモントリオール・カナディアンズへ移籍した。
2018年10月1日には、ベガス・ゴールデンナイツに移籍したマックス・パシオレッティの後任として、カナディアンズの第30代キャプテンに就任した。2020-21シーズンには怪我を押してスタンリー・カップ・プレイオフに強行出場し、ファイナルまで勝ち進むも、決勝でタンパベイ・ライトニングに敗れて準優勝。翌シーズンは怪我の影響から全試合を欠場した。

### ユタ・ホッケークラブ時代
2022年にベガス・ゴールデンナイツにトレードされたが、プレーすることはなく、2023年にトレードで移籍したアリゾナ・コヨーテズでも試合には出場せずシーズンを終了した。選手保有権は2024年にコヨーテズから新規チームのユタ・ホッケークラブへと継承されているが、前述の通り2020-21のスタンリー・カップ・ファイナル以降、実戦からは遠ざかっている。

## 代表歴
これまで国際大会にカナダ代表として参加している。2004年12月22日にジュニア・チームでカナダ代表に初選出され、ノースダコタ州グランドフォークスで行われたジュニア世界選手権に出場した。ディオン・ファナフと共にディフェンス・ペアとして活躍し、カナダを1997年以降初の金メダルに導いた。トーナメントを通して得点することはなかったが、レート10となった。
2007年4月22日にロシアで開催された第71回アイスホッケー世界選手権のカナダ代表に選出された。同大会では3試合に出場した。ドイツ代表と対戦した予選開始直後、ヤニック・サイデンバーグはウェバーに肘で顎を殴られ、脳震盪を起こしてトーナメントの残りの試合を欠場することとなった。出場停止処分を経て、ウェバーはトーナメントに復帰して計6試合に出場し、スイス代表と対戦した準々決勝での勝利を含む2得点した。カナダは決勝でフィンランド代表と対戦して4対2で勝利し、金メダルを獲得した。
2009年4月14日にスイスで開催される第73回アイスホッケー世界選手権のカナダ代表に選出され、キャプテン代行4名にも選出された。予選においてスロバキアと対戦し、1ゴールと3アシストで7対3の勝利に導き、カナダ代表VIPに選ばれた。同大会で計9試合に出場し、4ゴール、8アシストで12得点し、今大会の全てのディフェンスの中で最高となり、全ての選手の中でも第3位の成績であった。決勝戦でロシアと対戦し、2対1で敗退し、銀メダルとなったが、ウェバーはトーナメントのオールスター・チームに選出され、トーナメントの最優秀ディフェンス賞を受賞した。
2009年7月2日にバンクーバーオリンピックのカナダ代表オリエンテーション・キャンプに招致された。2009年12月30日にカナダ代表に選出された。予選でドイツと対戦し、カナダの2ゴール目を決め、8対2で勝利した。ウェバーのショットはドイツのゴールテンダーであるトーマス・グレイスの背後のネットの穴をくぐり抜けて外に出たためビデオ判定となった。同大会で計7試合に出場し、6得点し、ディフェンスとして第2位になり、トーナメントのオールスター・チームに選ばれ、アメリカ合衆国と対戦してシュートアウトにもつれ込み、3対2で勝利し金メダルを獲得した。2011年9月、ウェバーはBCスポーツ殿堂に殿堂入りした。
プレデターズがスタンレー・カップのプレイオフで敗退した後、2013年の第77回世界選手権に出場するものと考えられていたが、カナダはウェバーのNHLとの契約が大変高額であることから、結局選出しなかった。
2014年2月にロシアで開催されたソチオリンピックのカナダ代表に選出され、キャプテン代行も務めた。

## 私生活
2歳下の弟ブランドンがおり、子供の頃、シェイのプレデターズでのチームメイトのコディ・フランソンとプレイしていた。ウェバーが14歳の頃、母親が脳腫瘍となり、手術でそのほとんどが取り除かれた。彼女はその後も似た症状に苦しめられ、2010年初頭に何度も発作が起こった。その後昏睡状態となり、2010年8月11日に亡くなった。
2013年7月20日、ウェバーはケロウナのジュニア・チームで活躍していた高校時代から交際していたベイリー・マンローと結婚した。2014年夏、第一子長男コディ・ウェバーが誕生した。

## 詳細情報

### レギュラー・シーズンおよびプレイオフ
GP = 試合数、G = ゴール、A = アシスト、Pts = ポイント、PIM = 反則時間（分）
| 2001–02 | シカマス・イーグルス         | KIJHL | 47  | 9   | 33  | 42  | 87  | —  | —  | —  | —  | —  |
| 2001–02 | ケロウナ・ロケッツ           | WHL   | 5   | 0   | 0   | 0   | 0   | —  | —  | —  | —  | —  |
| 2002–03 | ケロウナ・ロケッツ           | WHL   | 70  | 2   | 16  | 18  | 167 | 19 | 1  | 4  | 5  | 26 |
| 2003–04 | ケロウナ・ロケッツ           | WHL   | 60  | 12  | 20  | 32  | 126 | 17 | 3  | 14 | 17 | 16 |
| 2004–05 | ケロウナ・ロケッツ           | WHL   | 55  | 12  | 29  | 41  | 95  | 18 | 9  | 8  | 17 | 25 |
| 2005–06 | ミルウォーキー・アドミナルズ | AHL   | 46  | 12  | 15  | 27  | 49  | 14 | 6  | 5  | 11 | 16 |
| 2005–06 | ナッシュビル・プレデターズ   | NHL   | 28  | 2   | 8   | 10  | 42  | 4  | 2  | 0  | 2  | 8  |
| 2006–07 | ナッシュビル・プレデターズ   | NHL   | 79  | 17  | 23  | 40  | 60  | 5  | 0  | 3  | 3  | 2  |
| 2007–08 | ナッシュビル・プレデターズ   | NHL   | 54  | 6   | 14  | 20  | 49  | 6  | 1  | 3  | 4  | 6  |
| 2008–09 | ナッシュビル・プレデターズ   | NHL   | 81  | 23  | 30  | 53  | 80  | —  | —  | —  | —  | —  |
| 2009–10 | ナッシュビル・プレデターズ   | NHL   | 78  | 16  | 27  | 43  | 36  | 6  | 2  | 1  | 3  | 4  |
| 2010–11 | ナッシュビル・プレデターズ   | NHL   | 82  | 16  | 32  | 48  | 56  | 12 | 3  | 2  | 5  | 8  |
| 2011–12 | ナッシュビル・プレデターズ   | NHL   | 78  | 19  | 30  | 49  | 46  | 10 | 2  | 1  | 3  | 9  |
| 2012–13 | ナッシュビル・プレデターズ   | NHL   | 48  | 9   | 19  | 28  | 48  | —  | —  | —  | —  | —  |
| 2013–14 | ナッシュビル・プレデターズ   | NHL   | 79  | 23  | 33  | 56  | 52  | —  | —  | —  | —  | —  |
| 2014–15 | ナッシュビル・プレデターズ   | NHL   | 78  | 15  | 30  | 45  | 72  | 2  | 0  | 1  | 1  | 2  |
| NHL計   | NHL計                        | NHL計 | 685 | 146 | 246 | 392 | 541 | 45 | 10 | 11 | 21 | 39 |

### 国際大会
| 年         | チーム     | 大会       | 結果       |    | GP | G  | A  | Pts | PIM |
| ---------- | ---------- | ---------- | ---------- | -- | -- | -- | -- | --- | --- |
| 2005       | カナダ     | WJC        | 金         | 6  | 0  | 0  | 0  | 10  |     |
| 2007       | カナダ     | WC         | 金         | 6  | 1  | 1  | 2  | 31  |     |
| 2009       | カナダ     | WC         | 銀         | 9  | 4  | 8  | 12 | 6   |     |
| 2010       | カナダ     | Oly        | 金         | 7  | 2  | 4  | 6  | 2   |     |
| 2014       | カナダ     | Oly        | 金         | 6  | 3  | 3  | 6  | 0   |     |
| ジュニア計 | ジュニア計 | ジュニア計 | ジュニア計 | 6  | 0  | 0  | 0  | 10  |     |
| シニア計   | シニア計   | シニア計   | シニア計   | 28 | 10 | 16 | 26 | 39  |     |

## 受賞歴等
| 賞                                            | 年   |
| --------------------------------------------- | ---- |
| WHLウエスト・セカンド・オールスター・チーム   | 2004 |
| メモリアル・カップ・オールスター・チーム      | 2004 |
| WHLエアBCトロフィ                             | 2005 |
| WHLウエスト・ファースト・オールスター・チーム | 2005 |
| CHLセカンド・オールスター・チーム             | 2005 |

| 賞                                                                                         | 年                     |
| ------------------------------------------------------------------------------------------ | ---------------------- |
| NHLヤングスター・ゲーム                                                                    | 2007                   |
| NHLオールスターゲーム                                                                      | 2009, 2011, 2012, 2015 |
| オールスター・ゲーム・スーパースキルズ・コンペティション・ハーデスト・ショット・ウインター | 2015                   |
| NHLファースト・オールスター・チーム                                                        | 2011, 2012             |
| NHLセカンド・オールスター・チーム                                                          | 2014, 2015             |

| 賞                                     | 年   |
| -------------------------------------- | ---- |
| 世界選手権オールスター・チーム         | 2009 |
| 世界選手権最優秀ディフェンス賞         | 2009 |
| 冬季オリンピック・オールスター・チーム | 2010 |
| 冬季オリンピック金メダル               | 2010 |
| 冬季オリンピック金メダル               | 2014 |